# Jane Krakowski
Jane Krakowski  (Parsippany, Nueva Jersey, 11 de octubre de 1968) es una actriz estadounidense de ascendencia polaca, conocida debido a sus roles como Elaine Vassal en la serie de televisión Ally McBeal, como Jenna Maroney en la serie 30 Rock y como Jacqueline Voorhees en la serie Unbreakable Kimmy Schmidt.

## Biografía
Hija de Ed Krakowski, ingeniero químico de ascendencia polaca, y Barbara (de soltera, Benoit), instructora universitaria de teatro y directora artística de una compañía teatral, con lo que creció inmersa en la escena teatral local, tiene un hermano mayor. Su primera aparición fue en Broadway en 1989 en el musical Grand Hotel como digitadora y la persona que quería ser una estrella. Hizo un solo en "I Want to Go to Hollywood", que se incluyó en la grabación del reparto original. También ha trabajado junto a Antonio Banderas en el musical Nine de Broadway. En 1998 trabajó en la película Dance with Me.
En 2005 protagonizó con Ewan McGregor una nueva producción teatral del musical Guys and Dolls en Londres, en el Piccadilly Theatre. Esta fue la primera producción en Londres del espectáculo en 23 años.
En 2019 ficha por la serie de Apple TV Dickinson, donde interpreta el papel de Emily Norcross, madre de la joven poeta Emily Dickinson.

## Vida personal
Se comprometió con Robert Godley en 2009, aunque no llegaron a casarse, tuvieron un hijo en 2011, Bennett Robert Godley, antes de separarse en 2013. En noviembre de 2021, contrajo COVID-19 y se vio obligada a retirarse de Annie Live en NBC, donde iba a interpretar a Lily St. Regis.

## Filmografía

### Cine
| Año  | Película                                 | Papel                    | Notas              |
| ---- | ---------------------------------------- | ------------------------ | ------------------ |
| 1983 | National Lampoon's Vacation              | Prima Vicki Johnson      |                    |
| 1987 | Atracción fatal                          | Christine                |                    |
| 1991 | Stepping Out                             | Lynne                    |                    |
| 1996 | Con cariño desde el cielo                | Christine                |                    |
| 1997 | Hudson River Blues                       | Diane                    |                    |
| 1998 | Baila conmigo                            | Patricia Black           |                    |
| 1999 | Viviendo sin límites                     | Irene Halverson          |                    |
| 2000 | Los Picapiedra en Viva Rock Vegas        | Betty Mármol             |                    |
| 2002 | Ice Age                                  | Rachel la perezosa (voz) |                    |
| 2003 | Marci X                                  | Lauren Farb              |                    |
| 2003 | Las aventuras de Zachary Beaver          | Heather Wilson           |                    |
| 2004 | Alfie                                    | Dorie                    |                    |
| 2005 | Pretty Persuasion                        | Emily Klein              |                    |
| 2006 | Barnyard                                 | Coyota (voz)             |                    |
| 2006 | Open Season                              | Giselle (voz)            |                    |
| 2007 | Surf's Up                                | Sheila Limberfin (voz)   | Escenas eliminadas |
| 2008 | The Rocker                               | Carol                    |                    |
| 2008 | Kit Kittredge: An American Girl          | Miss May Dooley          |                    |
| 2008 | Open Season 2                            | Giselle (voz)            |                    |
| 2009 | Cirque du Freak: The Vampire's Assistant | Corma Limbs              |                    |
| 2014 | Adult Beginners                          | Miss Jenn                |                    |
| 2014 | Big Stone Gap                            | Sweet Sue Tinsley        |                    |
| 2015 | Pixels                                   | Primera dama Jane Cooper |                    |
| 2015 | Mildred & The Dying Parlor               | Tutti                    | Cortometraje       |
| 2016 | She Loves Me                             | Ilona Ritter             |                    |
| 2018 | Henchmen                                 | Jane (voz)               |                    |
| 2020 | The Willoughbys                          | Madre Willoughby (voz)   |                    |
| 2021 | My Little Pony: A New Generation         | Queen Haven (voz)        |                    |

### Televisión
| Año             | Título                                | Papel                                        | Notas                                                        |
| --------------- | ------------------------------------- | -------------------------------------------- | ------------------------------------------------------------ |
| 1983            | No Big Deal                           | Margaret                                     | Película de televisión                                       |
| 1984-1986       | Search for Tomorrow                   | Theresa Rebecca "T.R." Kendall               | 107 episodios                                                |
| 1989            | Another World                         | Tonya                                        | 9 episodios                                                  |
| 1989            | When We Were Young                    | Linda Rosen                                  | Especial de televisión                                       |
| 1993            | Alex Haley's Queen                    | Jane Jackson                                 | 2 episodios                                                  |
| 1993            | Las aventuras del joven Indiana Jones | Dale Winter                                  | Episodio: "Young Indiana Jones and the Mystery of the Blues" |
| 1994            | Rumbo al Sur                          | Catherine Burns                              | Episodio: "An Invitation to Romance"                         |
| 1996            | Early Edition                         | Dra. Handleman                               | Episodio: "Baby"                                             |
| 1997-2002       | Ally McBeal                           | Elaine Vassal                                | Papel principal; 110 episodios                               |
| 2001, 2005      | CatDog                                | Madre de CatDog / Pussycat Catfield (voz)    | 2 episodios                                                  |
| 2002            | Just a Walk in the Park               | Rachel Morgan                                | Película de televisión                                       |
| 2002-2003       | Everwood                              | Dra. Gretchen Trott                          | 2 episodios                                                  |
| 2002, 2004      | Rocket Power                          | Breezy (voz)                                 | 2 episodios                                                  |
| 2004            | Law & Order: Special Victims Unit     | Emma Spevak                                  | Episodio: "Bound"                                            |
| 2004            | Taste                                 | Samantha Neal                                | Episodio piloto                                              |
| 2004            | Hack                                  | Mrs. Smith                                   | Episodio: "One for My Baby"                                  |
| 2004            | A Christmas Carol                     | Fantasma de las Navidades Pasadas / Farolera | Película de televisión                                       |
| 2005            | Mom at Sixteen                        | Donna Cooper                                 | Película de televisión                                       |
| 2006            | Sex, Love, Power, and Politics        | Sloan                                        | Episodio piloto                                              |
| 2006-2013, 2020 | 30 Rock                               | Jenna Maroney                                | Papel principal; 129 episodios                               |
| 2008            | A Muppets Christmas: Letters to Santa | Madre de Claire                              | Película de televisión                                       |
| 2013            | Los Simpson                           | Zhenya (Voz)                                 | Episodio: "The Fabulous Faker Boy"                           |
| 2014, 2017      | Modern Family                         | Dra. Donna Duncan                            | Episodio: "Under Pressure"                                   |
| 2014            | American Dad!                         | Charlotte (Voz)                              | Episodio: "Roger Passes the Bar"                             |
| 2015-2020       | Unbreakable Kimmy Schmidt             | Jacqueline Voorhees                          | Papel principal; 52 episodios                                |
| 2015            | Younger                               | Annabelle Bancroft                           | Episodio: "Shedonism"                                        |
| 2015            | Saturday Night Live                   | Jenna Maroney                                | Episodio: "Tracy Morgan/Demi Lovato"                         |
| 2016            | Dead Boss                             | Helen Stephens                               | Episodio piloto                                              |
| 2016            | Robot Chicken                         | Varias voces                                 | Episodio: "Yogurt in a Bag"                                  |
| 2017            | Sofia the First                       | Sizzle (voz)                                 | Episodio: "The Royal Dragon"                                 |
| 2017            | Difficult People                      | Lizzie McCormick                             | Episodio: "Cindarestylox"                                    |
| 2017            | BoJack Horseman                       | Honey Sugarman (voz)                         | Episodio: "The Old Sugarman Place"                           |
| 2017            | Tangled                               | Willow (voz)                                 | Episodio: "The Way of the Willow"                            |
| 2017-2020       | At Home with Amy Sedaris              | Ella misma / Beverly                         | 2 episodios                                                  |
| 2017            | A Christmas Story Live!               | Miss Shields                                 | Especial de televisión                                       |
| 2017-2020       | Match Game                            | Ella misma                                   | Varios episodios                                             |
| 2018            | Drunk History                         | Sheralee                                     | Episodio: "Sex"                                              |
| 2017            | Last Week Tonight with John Oliver    | Portavoz                                     | Episodio: "June 2, 2019"                                     |
| 2019-2021       | Dickinson                             | Emily Norcross Dickinson                     | Papel principal; 30 episodios                                |
| 2020            | AJ and the Queen                      | Beth Barnes Beagle                           | Episodio: "Fort Worth"                                       |
| 2020            | RuPaul's Drag Race: All Stars         | Jueza invitada                               | Episodio: "Stand-Up Smackdown"                               |
| 2021-presente   | Name That Tune                        | Presentadora                                 |                                                              |
| 2021            | Ziwe                                  | Madre                                        | Episodio: "55%"                                              |
| 2021            | Schmigadoon!                          | La Condesa                                   | Papel principal                                              |

### Teatro
| Año  | Obra                 | Papel                     | Lugar                         | Notas            |
| ---- | -------------------- | ------------------------- | ----------------------------- | ---------------- |
| 1981 | A Little Night Music | Fredrika Armfeldt         | Theatre at St. Peter's Church | Off-Off-Broadway |
| 1987 | Starlight Express    | Dinah the Dining Car      | Gershwin Theatre              | Broadway         |
| 1989 | Grand Hotel          | Frieda "Flaemmchen" Flamm | Gershwin Theatre              | Broadway         |
| 1993 | Face Value           | Jessica Ryan              | Cort Theatre                  | Broadway         |
| 1995 | Company              | April                     | Criterion Center Stage Right  | Broadway         |
| 1996 | One Touch of Venus   | Gloria Kramer             | New York City Center          | Off-Broadway     |
| 1996 | Tartufo              | Mariane                   | Circle in the Square Theatre  | Broadway         |
| 1996 | Once Upon a Mattress | Lady Larken               | Broadhurst Theatre            | Broadway         |
| 2002 | Funny Girl           | Fanny Brice               | Teatro New Amsterdam          | Broadway Concert |
| 2003 | Nine                 | Carla Albanese            | Eugene O'Neill Theatre        | Broadway         |
| 2005 | Guys and Dolls       | Adelaide                  | Piccadilly Theatre            | West End         |
| 2007 | Xanadu               | Clío / Kira               | Taller                        | Reading          |
| 2008 | Damn Yankees         | Lola                      | New York City Center          | Reading          |
| 2009 | Mrs. Sharp           | Mrs. Sharp                | Taller                        | Reading          |
| 2016 | She Loves Me         | Ilona Ritter              | Studio 54                     | Broadway         |
| 2018 | La bella y la bestia | Mrs. Potts                | Hollywood Bowl                | Los Angeles      |

## Premios y nominaciones

### Cine y Televisión
| Año  | Premio                           | Categoría                                               | Trabajo nominado          | Resultado |
| ---- | -------------------------------- | ------------------------------------------------------- | ------------------------- | --------- |
| 1986 | Premios Daytime Emmy             | Mejor actriz juvenil en una serie de drama de Daytime   | Search for Tomorrow       | Nominada  |
| 1987 | Premios Daytime Emmy             | Mejor actriz juvenil en una serie de drama de Daytime   | Search for Tomorrow       | Nominada  |
| 1998 | Premios del Sindicato de Actores | Mejor reparto de televisión - Comedia                   | Ally McBeal               | Nominada  |
| 1999 | Premios del Sindicato de Actores | Mejor reparto de televisión - Comedia                   | Ally McBeal               | Ganadora  |
| 1999 | Premios Globo de Oro             | Mejor actriz de reparto de serie, miniserie o telefilme | Ally McBeal               | Nominada  |
| 2000 | Premios del Sindicato de Actores | Mejor reparto de televisión - Comedia                   | Ally McBeal               | Nominada  |
| 2001 | Premios del Sindicato de Actores | Mejor reparto de televisión - Comedia                   | Ally McBeal               | Nominada  |
| 2001 | Premios Satellite                | Mejor actriz – Serie de televisión – musical o comedia  | Ally McBeal               | Nominada  |
| 2008 | Premios del Sindicato de Actores | Mejor reparto de televisión - Comedia                   | 30 Rock                   | Nominada  |
| 2009 | Premios del Sindicato de Actores | Mejor reparto de televisión - Comedia                   | 30 Rock                   | Ganadora  |
| 2009 | Premios Primetime Emmy           | Mejor actriz de reparto - Serie de comedia              | 30 Rock                   | Nominada  |
| 2010 | Premios del Sindicato de Actores | Mejor reparto de televisión - Comedia                   | 30 Rock                   | Nominada  |
| 2010 | Premios Primetime Emmy           | Mejor actriz de reparto - Serie de comedia              | 30 Rock                   | Nominada  |
| 2011 | Premios del Sindicato de Actores | Mejor reparto de televisión - Comedia                   | 30 Rock                   | Nominada  |
| 2011 | Premios Primetime Emmy           | Mejor actriz de reparto - Serie de comedia              | 30 Rock                   | Nominada  |
| 2011 | Premios de la Crítica Televisiva | Mejor actriz de reparto en serie de comedia             | 30 Rock                   | Nominada  |
| 2012 | Premios del Sindicato de Actores | Mejor reparto de televisión - Comedia                   | 30 Rock                   | Nominada  |
| 2013 | Premios del Sindicato de Actores | Mejor reparto de televisión - Comedia                   | 30 Rock                   | Nominada  |
| 2013 | Premios Primetime Emmy           | Mejor actriz de reparto - Serie de comedia              | 30 Rock                   | Nominada  |
| 2014 | Premios del Sindicato de Actores | Mejor reparto de televisión - Comedia                   | 30 Rock                   | Nominada  |
| 2015 | Premios Primetime Emmy           | Mejor actriz de reparto - Serie de comedia              | Unbreakable Kimmy Schmidt | Nominada  |
| 2016 | Premios de la Crítica Televisiva | Mejor actriz de reparto en serie de comedia             | Unbreakable Kimmy Schmidt | Ganadora  |
| 2021 | Critics' Choice Super Awards     | Mejor villana en una Película                           | The Willoughbys           | Nominada  |

### Teatro
| Año  | Premio                      | Categoría                                     | Trabajo nominado | Resultado |
| ---- | --------------------------- | --------------------------------------------- | ---------------- | --------- |
| 1990 | Premios Tony                | Mejor actriz de reparto en un musical         | Grand Hotel      | Nominada  |
| 1990 | Drama Desk Award            | Mejor actriz de reparto en un musical         | Grand Hotel      | Nominada  |
| 1987 | Premios Tony                | Mejor actriz de reparto en un musical         | Nine             | Ganadora  |
| 1987 | Drama Desk Award            | Mejor actriz de reparto en un musical         | Nine             | Ganadora  |
| 1987 | Outer Critics Circle Awards | Mejor actriz de reparto en un musical         | Nine             | Ganadora  |
| 2006 | Premio Laurence Olivier     | Mejor actriz en un musical                    | Guys and Dolls   | Ganadora  |
| 2016 | Premios Tony                | Mejor actriz de reparto en un musical         | She Loves Me     | Nominada  |
| 2016 | Drama Desk Award            | Mejor actriz de reparto en un musical         | She Loves Me     | Ganadora  |
| 2016 | Outer Critics Circle Awards | Mejor actriz de reparto en un musical         | She Loves Me     | Ganadora  |
| 2016 | Astaire Award               | Mejor bailarina en un espectáculo de Broadway | She Loves Me     | Ganadora  |